# Janko Bratanow
Janko Bratanow (bulgarisch Янко Братанов, engl. Transkription Yanko Bratanov; * 10. Juni 1952 in Sliwen) ist ein ehemaliger bulgarischer Hürdenläufer und Sprinter.
Bei den Leichtathletik-Halleneuropameisterschaften gewann er 1975 in Kattowitz mit der bulgarischen Mannschaft Bronze in der 4-mal-320-Meter-Staffel und 1976 in München Gold über 400 m.
Über 400 m Hürden wurde er bei den Olympischen Spielen 1976 in Montreal Sechster und 1980 in Moskau Achter.
Fünfmal wurde er bulgarischer Meister über 400 m Hürden im Freien (1972–1974, 1978, 1979) und zweimal über 400 m in der Halle (1974, 1975).

## Persönliche Bestzeiten
- 400 m Hürden: 49,77 s, 13. Juni 1976, Fürth